# سبورتينغ غوا
سبورتنغ كلوب دي غوا (بالإنجليزية: Sporting Clube de Goa)‏ ، هي نادي رياضي لكرة القدم في الهند، وسبب تسمية اسم النادي بالبرتغالية لأن البرتغاليون استعمروا مدينة غوا الهندية.

## وصلات خارجية
- Official website